# Hochneukirch
Hochneukirch ist ein Ortsteil der Stadt Jüchen im Rhein-Kreis Neuss.

## Lage
Hochneukirch grenzt im Osten an die Ortschaft Hackhausen, im Süden an die Autobahn A 46 und die A 61. Nordöstlich grenzen die Ortschaften Neu-Holz, Otzenrath und Neu-Spenrath an. Im Norden und Westen befindet sich die Stadtgrenze von Mönchengladbach. Die ehemaligen Nachbarorte Alt-Holz, Alt-Otzenrath und Alt-Spenrath sind dem Braunkohletagebau Garzweiler II zum Opfer gefallen.

## Geschichte

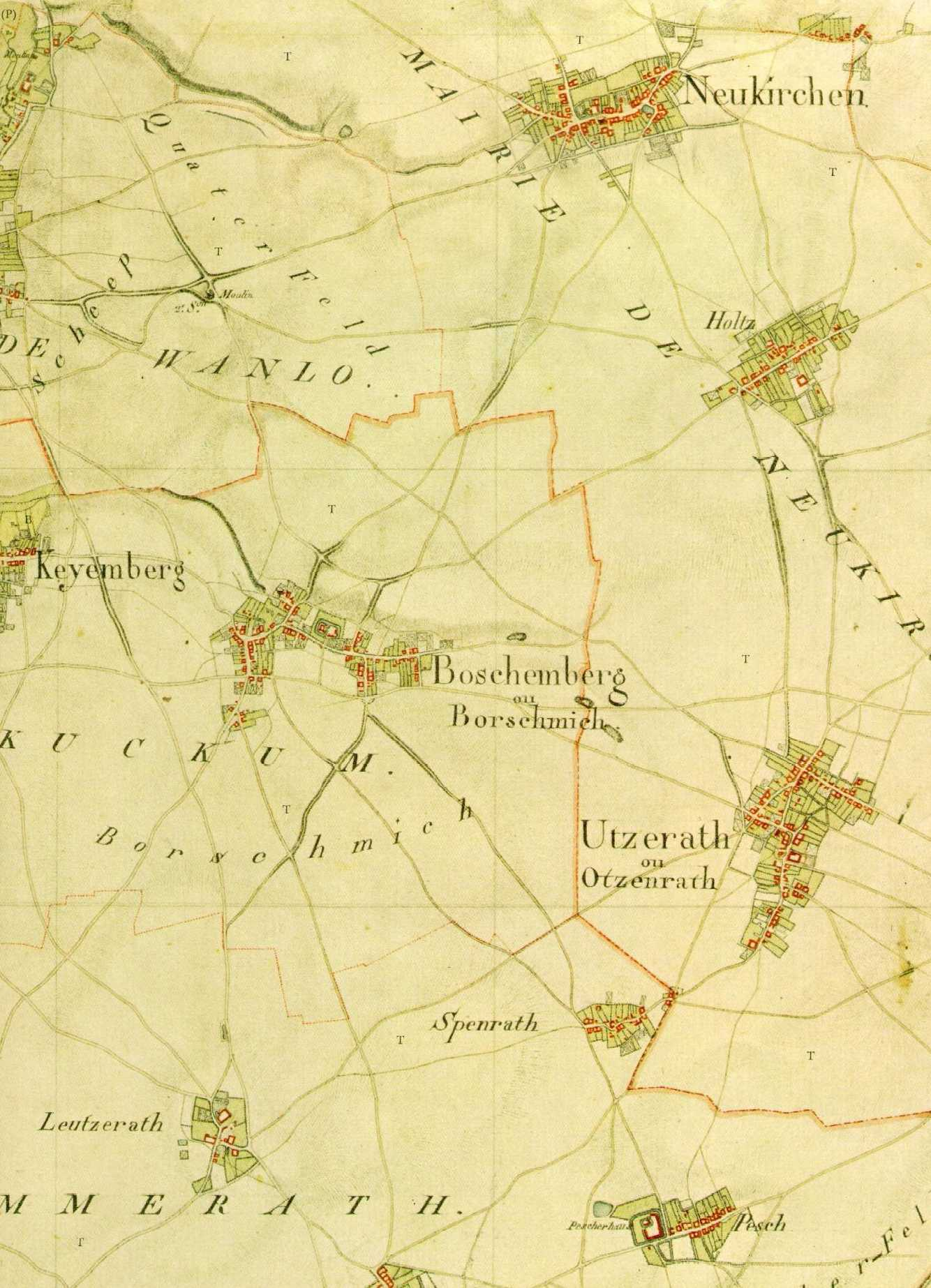
Neukirchen und Nachbarorte auf der Tranchotkarte um 1806

Die erste Erwähnung von Neukirchen (auch geschrieben: Nuenkirgen, Neuwenkirchen oder Neuenkyrken) stammt von 1312, als im „Liber valoris“ erstmals die Kirche St. Pantaleon urkundlich erwähnt wurde. Seit dem Mittelalter gehörte Neukirchen zum Amt Grevenbroich im Herzogtum Jülich. 1794 wurde der Ort von französischen Soldaten besetzt. Es entstand die Mairie Neukirchen, die zum Kanton Odenkirchen im Arrondissement Krefeld im Département de la Roer gehörte. Seit 1815 war Neukirchen ein Teil des Königreiches Preußen und kam 1816 an den Kreis Grevenbroich im Regierungsbezirk Düsseldorf. Zur Bürgermeisterei Neukirchen gehörte auch das Dorf Spenrath. Seit dem Jahre 1873 heißt der Ort Hochneukirch. Drei Jahre zuvor, im Jahre 1870, wurde die „Namensgeberin“, die kath. Pfarrkirche St. Pantaleon erbaut. Seit 1929 gehörte Hochneukirch zum Landkreis Grevenbroich-Neuß und am 1. Januar 1975 erfolgte die Eingemeindung in die Gemeinde Jüchen (heute Stadt Jüchen). Die letzten vier Gemeindedirektoren der Altgemeinde Hochneukirch waren Robert Müller, Leo Greven, Hans Diekmann und Robin Winzer.

### Einwohnerentwicklung
| Jahr | Einwohner |
| ---- | --------- |
| 1933 | 5074      |
| 1939 | 4991      |
| 1961 | 6370      |
| 1970 | 6486      |
| 2008 | 5012      |
| 2010 | 4953      |
| 2013 | 4964      |

## Kultur und Freizeit

### Windmühle
Die Hochneukircher Mühle ist ein Wahrzeichen des Ortes. Ihr Baujahr ist nicht genau bekannt, doch die vorbeiführende Straße wurde schon 1370 „Mühlenweg“ genannt. Urkundlich erwähnt wird die Mühle erst Ende des Dreißigjährigen Krieges im Jahr 1648. Die Windmühlenflügel wurden im Jahre 1888 abgebaut. Der Antrieb der Mühlräder erfolgte mit einer 3-PS-Dampfmaschine, die 1936 durch einen Elektromotor ersetzt wurde. Hermann Krahwinkel und sein Sohn Jakob bauten den Wagen- und Mehlschuppen zu einer Gastwirtschaft um und eröffneten 1956 die Gaststätte „Zur Mühle“.

### Marktplatz
Der Marktplatz (Kaiserplatz, Friedrich-Ebert-Platz, Adenauerplatz) war der Mittelpunkt des Ortes und der Treffpunkt der Bevölkerung. Im Jahre 1895 wurde auf Veranlassung von Fabrikant Peter Busch auf der Mitte des Marktplatzes ein ca. 8 Meter hoher Steigerturm zu Übungszwecken der Freiwilligen Feuerwehr errichtet. Der Steigerturm wurde 1925 wieder abgerissen.
Nach wie vor wird der Marktplatz regelmäßig donnerstags auch als solcher genutzt. Zwei Mal im Jahr ist dort die Hochneukircher Kirmes.

### Wilhelm-Helenenstift
Im Jahr 1890 vermachte die verstorbene Maria Sybilla Lux der katholischen Kirche rund 6,5 preußische Morgen Land, die zum Bau eines Kranken- und Waisenhauses genutzt werden sollten. Da der Kirche die finanziellen Mittel fehlten, wurde erst 1898 ein Krankenhaus erbaut, in dem auch ein Kindergarten, eine Näh-, Bügel- und Kochschule eingerichtet wurden. Geführt wurde es von Ordensschwestern. 1907 wurde der Kindergarten erweitert, und 1909 gab es einen zusätzlichen Erweiterungsbau, in dem Fabrikarbeiterinnen untergebracht wurden.
Im Ersten Weltkrieg diente es als Lazarett. Ab 1926 war es ein Altersheim. Während des Zweiten Weltkriegs wurde es als Kreiskrankenhaus für Lungentuberkulose eingerichtet. Diese Einrichtung bestand bis zum Jahre 1950, danach kamen Patienten mit Diphtherie und Scharlach nach Hochneukirch. Im Jahre 1966 wurde das Wilhelm-Helenenstift der Gemeinde im Tausch gegen Ackerland übergeben. Auf dem Gelände des Klosters befinden sich heute die Peter-Bamm-Halle (s. Peter Bamm), die Hauptschule und der Kindergarten.

## Öffentliche Einrichtungen

### Schulen
Die erste Erwähnung einer Schule stammt aus dem Jahre 1560. Damals gab es allerdings noch keine Schulpflicht. Gerade bei der hiesigen Landbevölkerung hatte Feld- und Handarbeit einen wesentlich höheren Stellenwert. Durch ein Feuer wurde die Schule 1642 vollständig zerstört und 1660 wieder aufgebaut. Im Jahre 1825 wurde dann die allgemeine Schulpflicht eingeführt. Im Jahre 1840 wurde eine neue zweiklassige Schule mit Lehrerwohnung errichtet, da die alte Schule zu klein geworden war. Diese Schule wurde an der heutigen Rathausstraße gebaut, und bis ins Jahr 1860 gingen die Kinder aus Holz, Hackhausen, Kamphausen und Dürselen auch dorthin.
Im Jahre 1867 erfolgte der Bau einer zweiten Schule auf der Bahnhofstraße. 1900 wurde das Gebäude erweitert, und im Jahre 1910 wurde die heutige Grundschule gegenüber der Peter-Bamm-Halle erbaut.
Im Jahre 1953 wurde dann auf der Gartenstraße ein weiteres Schulgebäude errichtet, das für die evangelischen Schüler gedacht war. Aber es wurde an die Hauptschule angegliedert, die im Jahre 1974 erbaut wurde. Im selben Jahr wurde auch die Sport- und Mehrzweckhalle „Peter-Bamm-Halle“ erbaut und die alte Schule auf der Schulstraße 7 (heute Rathausstraße) abgerissen.

### Postamt
Um 1794 wurden durch die Franzosen die ersten Briefkästen aufgestellt. Diese wurden im Jahre 1816 vom preußischen Staat übernommen und ab 1824 in ganz Preußen eingeführt.
In Hochneukirch wurde 1840 die erste Posthilfsstelle eröffnet, die ehrenamtlich vom Kirchenmeister der Pfarre St. Pantaleon, Josef Schnitzler, geführt wurde. Ab 1862 übernahm Josef Gieren die Poststelle, die in dem neben dem Pastorat liegenden Haus auf der Hochstraße, das er gekauft hatte, eingerichtet wurde. Fünf Jahre später erhielt Hochneukirch seine erste telegrafische Verbindung. Im Jahre 1890 war die Bevölkerung auf ca. 2000 Menschen angewachsen; damit war das kleine Postamt mit über 85.000 Postausgängen und 70.000 Posteingängen pro Jahr den Anforderungen nicht mehr gewachsen. 1891 entstand deshalb ein posteigenes Gebäude an der Hochstraße 88. Mitte der 1920er Jahre erhielten die Postboten zusätzlich Fahrräder und Postkarren. Anfang der 1960er war auch das Postamt zu klein. Weil es weit in die Straßenkreuzung Hochstraße, Bahnhofstraße, Poststraße und von-Werth-Straße hineinragte und eine Gefahr für den zunehmenden Verkehr darstellte, entschloss sich die Oberpostdirektion im Jahre 1962 zum Bau eines neuen Postamtes hinter der alten Post. 1999 wurde das Hochneukircher Postamt im Zuge der Rationalisierung geschlossen und im Schreibwarengeschäft Weckauf auf der Bahnhofstrasse 7 eine private Postagentur eröffnet. Sie ist für die Gebiete Hochneukirch, Holz, Hackhausen, Spenrath und Otzenrath zuständig.

## Verkehr

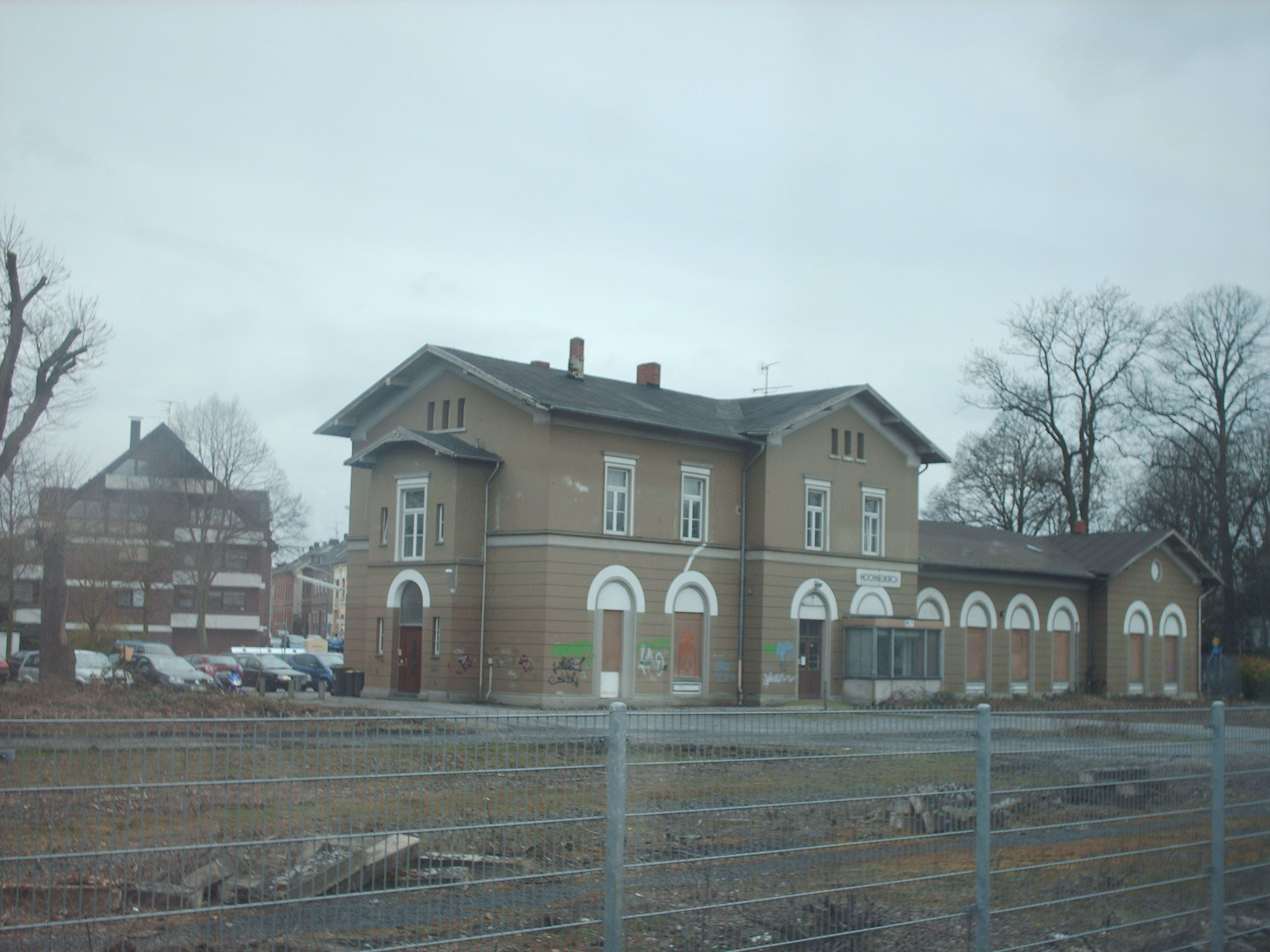
Der Bahnhof Hochneukirch heute

Im Jahre 1873 erhielt Hochneukirch am östlichen Ortsrand eine Schienenanbindung, welche die aufstrebende Textilindustrie weiter beflügelte. Der Bahnhof ist durch die Bahnhofstraße mit der Ortsmitte verbunden. Das Empfangsgebäude ist heute noch erhalten und beinhaltete seit 1964 das Stellwerk Hf. Dieses Stellwerk wurde mit der Einführung der ESTW-Technik im Jahr 2007 aufgegeben. Südlich des Empfangsgebäudes ist heute noch der ehemalige Güterschuppen erhalten. Zum 30. Mai 1980 wurde der Personenverkehr auf der Strecke nach Stolberg eingestellt und die Gleise der Strecke nach Jülich entfernt. 1987 folgte auch der Güterverkehr. Der Bahnhof liegt heute an der Bahnstrecke Köln-Ehrenfeld–Rheydt, das Gleisfeld ist ein Parkplatz und das Empfangsgebäude befindet sich in Privatbesitz.

## Persönlichkeiten
Söhne und Töchter des Gemeindeteils:
- Max Busch (1865–1941), Chemiker, Rektor der Universität Erlangen
- Adolf Horion (1888–1977), römisch-katholischer Geistlicher und bedeutender Entomologe
- Peter Bamm, eigentlich Curt Emmrich (1897–1975), Schriftsteller
- Willibert Kremer (1939–2021), Fußballspieler und -trainer
- Helmut Waldmann (* 1935), katholischer Theologe und Althistoriker